# Ambonus elaphidionoides
Ambonus elaphidionoides là một loài bọ cánh cứng trong họ Cerambycidae.